# Гильцовский сельский совет (Чернухинский район)
Гильцовский сельский совет (укр. Гільцівська сільська рада) — входит в состав
Чернухинского района
Полтавской области
Украины.
Административный центр сельского совета находится в
с. Гильцы.

## Населённые пункты совета
- с. Гильцы
- с. Новая Петровщина